# Channichthys velifer
Channichthys velifer är en fiskart som beskrevs av Meisner, 1974. Channichthys velifer ingår i släktet Channichthys och familjen Channichthyidae. Inga underarter finns listade i Catalogue of Life.